# 旅行報告書
《旅行報告書》是韓國OnStyle於2017年製作的綜藝節目，以出演嘉賓攜帶100萬韓圓（約合新台幣26,510元左右）前往海外旅行的綜藝真人秀。

## 各集內容
| 集數 | 播放日期      | 出演嘉賓 | 旅遊地點       |
| ---- | ------------- | -------- | -------------- |
| 1    | 2017年8月8日  | 權玄彬   | 非洲肯亞       |
| 2    | 2017年8月15日 | 權玄彬   | 非洲肯亞       |
| 3    | 2017年8月22日 | 權玄彬   | 非洲肯亞       |
| 3    | 2017年8月22日 | 金志洙   | 南美洲玻利維亞 |
| 4    | 2017年8月29日 | 金志洙   | 南美洲玻利維亞 |
| 5    | 2017年9月5日  | 金志洙   | 南美洲玻利維亞 |
| 5    | 2017年9月5日  | MxM      | 日本大阪       |
| 6    | 2017年9月12日 | MxM      | 日本大阪       |
| 7    | 2017年9月19日 | MxM      | 日本大阪       |
| 8    | 2017年9月26日 | MxM      | 日本大阪       |

## 外部連結
- Daum上《旅行報告書》的資料